# Carrot2
Carrot2 es un motor de búsqueda de Internet que se basa en un clúster de máquinas basado en el proyecto de código abierto de Stanisław Osiński y Dawid Weiss.
El objetivo del proyecto es organizar los resultados de las búsquedas en varios grupos de documentos relacionados. Existen varios algoritmos disponibles en el sistema y, en particular, el algoritmo basado en Lingo.